# Умерена монархия
Умерената монархия е вид монархия, където законодателната и изпълнителната власт се намират в различни ръце. Според Джон Лок това е съвършената форма на смесено управление. Тази форма на управление обединява силата на влиянието на мнозинството в обществото и авторитета на царската власт в един политически механизъм.